# الغواصة الألمانية يو-1405
غواصة يو-1405 غواصة يو بوت ألمانية من الفئة السابعة عشر بي بنيت لسلاح بحرية ألمانيا النازية كريغسمارينه، في أحواض بلوم+فوس في هامبورغ خلال الحرب العالمية الثانية.